# Detective's Story
Detective's Story (Harper) è un film del 1966 diretto da Jack Smight, con Paul Newman, Lauren Bacall e Shelley Winters.
(Lew Harper)
È tratto dal romanzo Bersaglio mobile (1949) di Ross Macdonald, in cui appare per la prima volta il detective Lew Archer (che è stato ribattezzato "Harper" sembra per volontà dello stesso Newman): l'attore impersonerà lo stesso personaggio anche dieci anni dopo in Detective Harper: acqua alla gola di Stuart Rosenberg.

## Trama
Elaine Sampson, ricca signora della buona società, incarica il detective Harper di ritrovare il marito scomparso, del quale sospetta il rapimento. Compare anche una richiesta di riscatto, però Harper capisce che è solo una messa in scena. Dopo molte e infruttuose ricerche che lo vedono coinvolto in strani incidenti, sempre salvato dall'avvocato di famiglia, scopre il cadavere di Sampson e smaschera il colpevole.

## Produzione
Ispirato al romanzo "The Moving Target" di Ross Macdonald (1915-1983), pubblicato per la prima volta nel 1949, edito in Italia come "Bersaglio mobile" nel 1953; il titolo originale del romanzo era "The Snatch".
Il film venne girato interamente in California, tra Topanga, Beverly Hills, Malibù e Los Angeles; le scene interne vennero realizzate presso gli studi della Warner Brothers di Burbank. Le riprese avvennero tra giugno e agosto 1965.
Prima collaborazione tra l'attore Paul Newman e il regista Jack Smight, che insieme avrebbero realizzato Guerra, amore e fuga nel 1968.
In un primo momento per la parte di Harper la produzione fece la sua prima scelta su Frank Sinatra.
Lo sceneggiatore William Goldman vinse un Edgar Award come miglior sceneggiatura cinematografica nel 1967. In seguito Goldman scrisse un adattamento cinematografico di un altro romanzo di Ross Macdonald, intitolato "The Chill", ma il progetto venne abbandonato. Newman sperava di realizzare il romanzo di Macdonald "The Instant Enemy", ma anche questo film non venne mai realizzato.

## Curiosità
Nel film Newman guida una Porche 356A Speedster di colore grigio-nero / argento; di questo modello furono realizzati solo 140 esemplari.
L'uccello che il sacerdote Claude (Strother Martin) tiene in braccio al ritiro religioso sulla cima della montagna è un falco di Harris; l'uccello è originario del sud-ovest degli Stati Uniti e parti del Sud America.
La villa utilizzata come tenuta di Sampson, Beverly House, è la medesima 
di Jack Woltz ne "Il Padrino".
La nave che si vede verso la fine del film è una petroliera T2-SE-A1 costruita nel 1943 dalla Sun Shipbuilding Co. a Chester, in Pennsylvania, per essere utilizzata nella seconda guerra mondiale. Il suo nome originale era "Seven Pines". Successivamente venne venduta ad una ditta privata nel 1948 e dopo aver cambiato proprietà un paio di altre volte venne battezzata "Zephyrhills" nel 1959, come si vede in questo film. Venne demolita a Taiwan nel 1969. Tra il 1940 e il 1945 vennero costruite 533 di queste navi di tipo T2.
La parcella di Harper di 100 dollari al giorno più le spese corrisponde a 776 dollari del 2018.

## Riferimenti
- L'autore del romanzo da cui è tratto il film, Ross Macdonald (pseudonimo di Kenneth Millar (1915-1983), è stato uno dei più importanti autori del genere letterario hard boiled (che ebbe, con Sam Spade di Dashiell Hammett e il Philip Marlowe di Raymond Chandler i suoi maggiori esponenti). In particolare, il personaggio di Lew Archer era, almeno nei primi romanzi, assai vicino al Marlowe di Chandler.
- Il nome Archer venne scelto da Ross Macdonald come "omaggio" al personaggio di Miles Archer, il collega di Sam Spade ne Il mistero del falco di John Huston.

## Distribuzione
La distribuzione nelle sale cinematografiche statunitensi avvenne il 23 febbraio 1966; in quelle italiane dal 9 aprile 1966.